# Bahnhof Dade City
Der Bahnhof Dade City war ein Bahnhof im Fernverkehr und wurde zuletzt von Amtrak betrieben. Er befand sich in Dade City im Pasco County, Florida.

## Geschichte
Im Jahre 1886 wurde durch die Tropical Florida Railroad, einer Tochtergesellschaft der Florida Railroad, eine Bahnstrecke von Ocala über Dade City nach Plant City eröffnet. Die Bahnlinie wurde 1890 bis Tampa verlängert. Ebenfalls in den 1880er Jahren wurde die Strecke der Inverness and Brooksville Railway von Dade City nach Citrus Springs eröffnet. Diese Strecke wurde 1987 stillgelegt und später in den Withlacoochee State Trail umgewandelt.
Direkt nach Eröffnung des Bahnhofs im Jahre 1912 durch die Atlantic Coast Line Railroad wurde der Personenverkehr aufgenommen. 1947 wurde durch die Seaboard Air Line Railroad der Silver Star auf der Linie von New York über Dade City nach Saint Petersburg eingeführt. Bahnhof und Betrieb wurden 1971 von Amtrak übernommen. Von 1994 bis 1995 sowie von 1996 bis 2004 wurde der Silver Star vom Reisezug Palmetto ersetzt, anschließend wurde der Personenverkehr über Dade City eingestellt. Heute wird der Abschnitt von Jacksonville über Dade City nach Lakeland durch die Fernbusse von Amtrak Thruway Motorcoach bedient.
Am 15. Juli 1994 wurde das Bahnhofsgebäude in das National Register of Historic Places eingetragen.